# Friedrich Wilhelm Wäldner

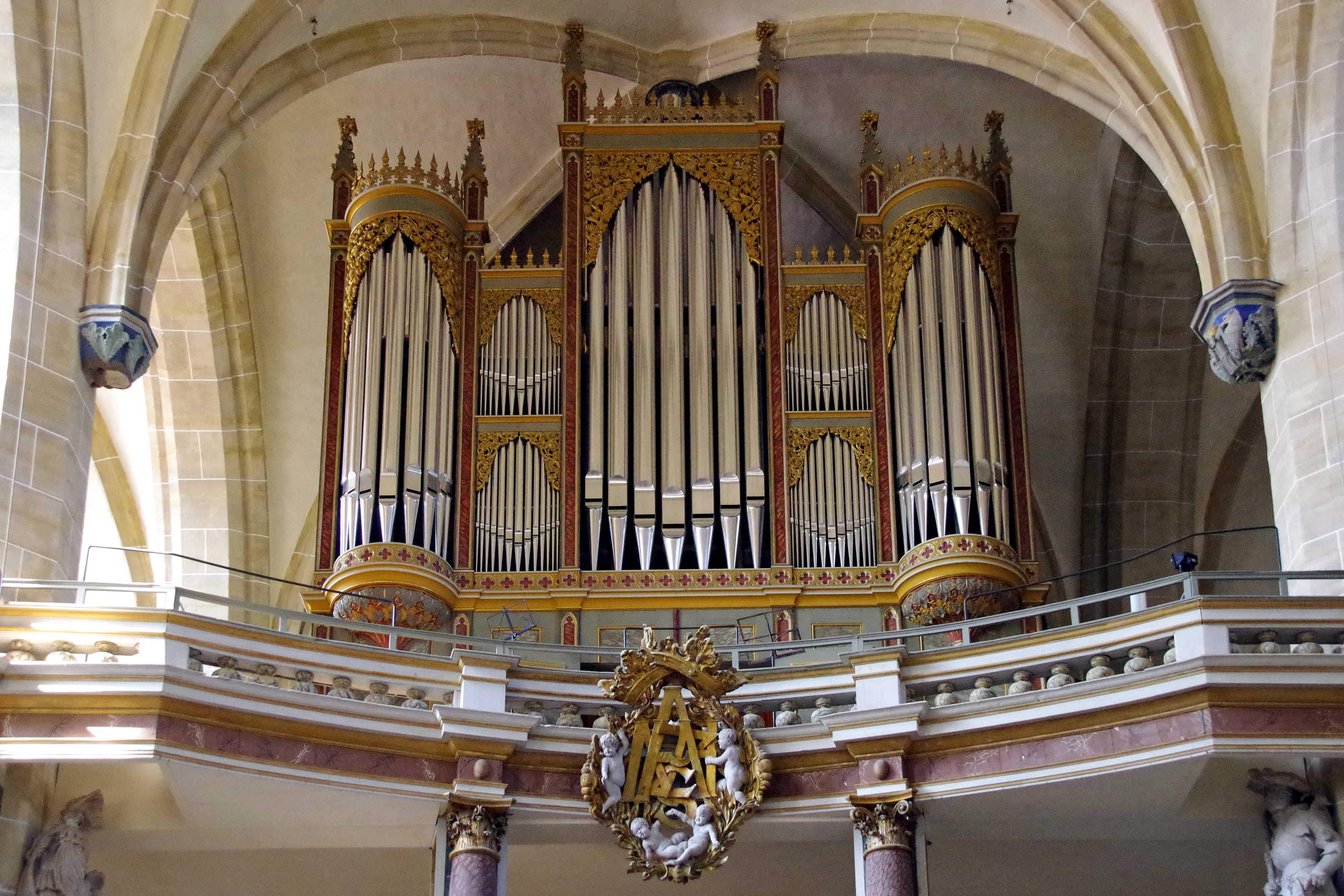
Friedrich Wilhelm Wäldners Schaffens-Höhepunkt ist seine Orgel im Halleschen Dom

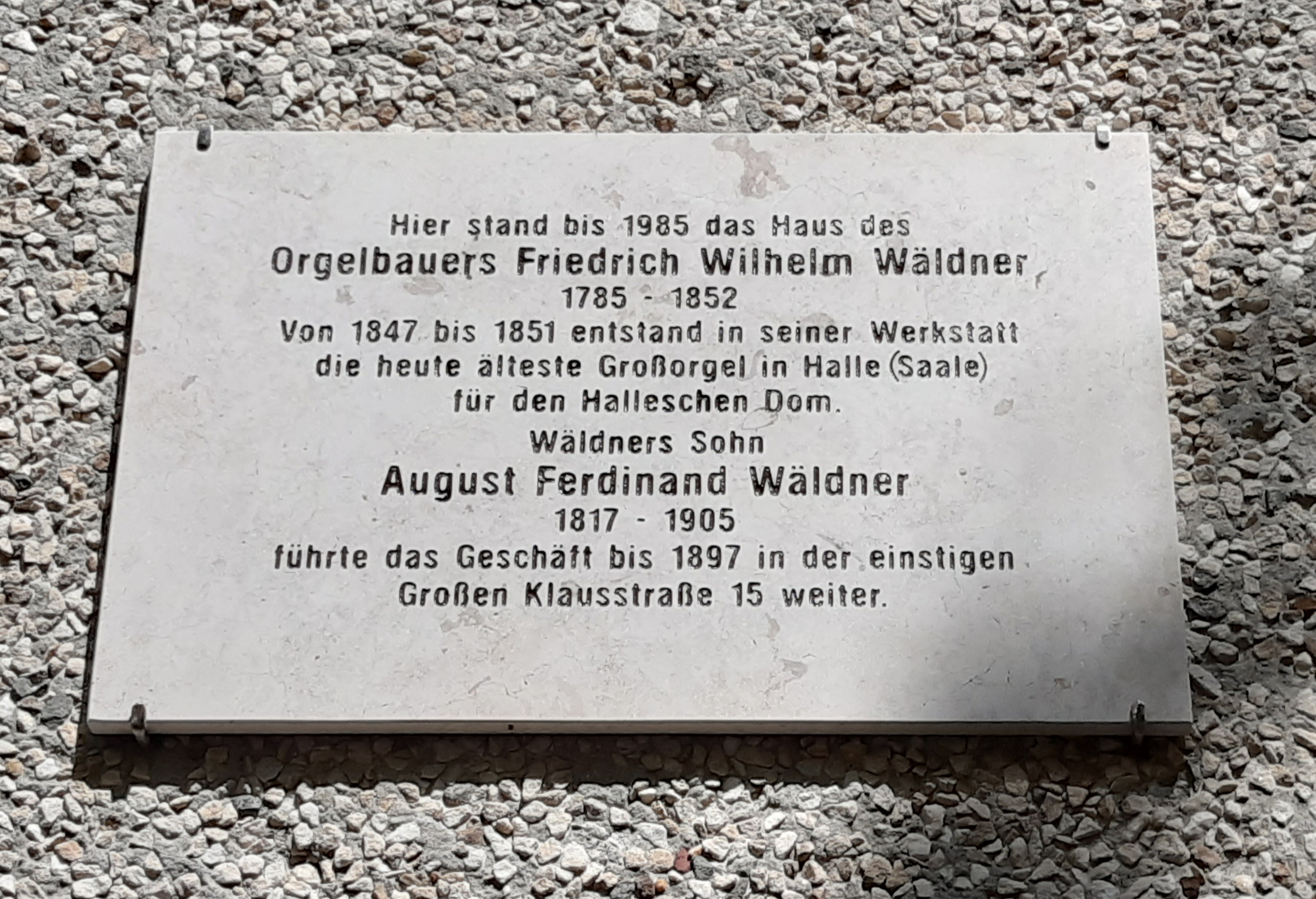
Erinnerungstafel für Friedrich Wilhelm Wäldner und seinen Sohn in der Salzstraße in Halle (Saale)

Friedrich Wilhelm Wäldner (* 8. Juni 1785 in Olbersleben; † 14. März 1852 ebenda) war ein deutscher Orgelbauer in Halle (Saale), der in Mitteldeutschland wirkte. Sein ältester Sohn August Ferdinand Wäldner (1817–1905) führte die Orgelwerkstatt bis etwa 1897 weiter.

## Werdegang
Friedrich Wilhelm Wäldner wurde als Sohn des Kauf- und Handelsmannes Johann Philipp Wäldner und seiner Frau Dorothea (geb. Kauffmann) geboren. Er ist im Jahr 1811 in Halle als Orgelbauergeselle belegt. Offen ist, ob Johann Friedrich Leberecht Zuberbier, Johann Carl Friedrich Lochmann (auch Lohmann) oder Johann Gottfried Kurtze sein Lehrmeister war. Am 31. März 1814 wurde er als Orgelbaumeister eingetragen und führte seine Orgelbauwerkstatt in der Stadt. Er besaß seit 1815 das hallische Bürgerrecht und heiratete am 28. Mai desselben Jahres Johanne Sophie Elisabeth (geb. Hummel). Friedrich Wilhelm und seine Frau hatten vier Kinder: August Ferdinand (1817–1905), Ludwig Wilhelm Wäldner (geb. 1822; Sterbedaten unbekannt), Pauline Wäldner (geb. 1823; Sterbedaten unbekannt) und Friedrich Wilhelm Wäldner (geb. 1830; Sterbedaten unbekannt).
Erste nachweisbare einmanualige Orgelneubauten entstanden 1822 in Gnetsch und in Winkel sowie 1823 in Zschernitz.
Einen Aufschwung brachte der Bau zweimanualiger Orgeln ab 1828 wie etwa die Orgel in der Doppelkirche St. Jakobus und St. Clemens in Brehna von 1835, in St. Lucia und Ottilie zu Höhnstedt 1832 und in Unterfarnstädt, St. Sylvester 1843. Höhepunkt seines Schaffens war der Neubau der Orgel (33 Register) im Dom zu Halle von 1847 bis 1851, die er mit seinem Sohn August Ferdinand baute. Ab 1849 führte er nur noch die Geschäfte der Werkstatt, war aber vermutlich nicht mehr handwerklich tätig, was durch eine Lähmung bedingt war.
Die älteste Großorgel in Halle erklang nach umfassender Restaurierung am Heiligen Abend 2018 erstmals wieder.

## Bedeutung
Insgesamt schuf Friedrich Wilhelm Wäldner mindestens 28 Orgeln; Vater und Sohn zusammen bauten mindestens 75 Orgeln, die sich heute belegen lassen (siehe Orgelverzeichnis). Mitunter ist noch Christian Wäldner, vermutlich ein Bruder von Friedrich Wilhelm Wäldner, benannt. Wäldners Bedeutung liegt in der bemerkenswerten handwerklichen Qualität und Solidität sowie im ausgeprägt romantischen Klangstil der Orgeln. Wäldner senior war der erste Orgelbaumeister der Region, der für die hochromantische Musik seiner Zeit entsprechende Klangvarianten für seine Instrumente entwickelte. Für das 19. Jahrhundert sind Wäldner-Orgeln – neben den Orgeln von Friedrich Ladegast meist im Merseburger und Weißenfelser Raum – in ihrer klassischen Bauweise die bedeutendsten der Region.

## Werkliste
Dieses Verzeichnis hat Michael Wünsche 2006 erstellt. Die Liste ist sortierbar. Sie zeigt, wo ursprünglich Orgeln von Friedrich Wilhelm Wäldner standen – was nicht zwangsläufig bedeutet, dass die jeweilige Orgel aktuell noch dort steht und/oder spielbar ist.
| Jahr      | Ort              | Gebäude                                    | Landkreis                   | Bild | Manuale | Register | Bemerkungen                                                                        |
| --------- | ---------------- | ------------------------------------------ | --------------------------- | ---- | ------- | -------- | ---------------------------------------------------------------------------------- |
| 1822      | Gnetsch          | Ev. Kirche                                 | Kreis Köthen                |      | I/P     | 7        |                                                                                    |
| 1822      | Winkel           | Andreaskirche                              | Kreis Sangerhausen          |      | I/P     | 12       | mit Christian Wäldner                                                              |
| 1823      | Zschernitz       | St. Gallus                                 | Landkreis Nordsachsen       |      | I/P     | 13       |                                                                                    |
| 1826/1827 | Pressel          | Dorfkirche Pressel                         | Landkreis Nordsachsen       |      |         | 12       | mit Christian Wäldner; infolge Blitzschlag 1905 verbrannt                          |
| 1827      | Ziegelroda       | St. Markus                                 | Saalekreis                  |      | I/P     | 10       | Umsetzung und Erweiterung eines Instrumentes aus St. Ulrich Halle, Orgel           |
| 1828      | Etgersleben      | Dorfkirche St. Michael                     | Salzlandkreis               |      | II/P    | 10       |                                                                                    |
| 1828      | Ausleben         | Ev. Kirche St. Petri                       | Kreis Oschersleben          |      | II/P    | 13       |                                                                                    |
| 1829      | Wölpern          | Ev. Kirche Himmelspforte                   | Landkreis Nordsachsen       |      | II/P    | 15       |                                                                                    |
| 1832      | Höhnstedt        | St. Lucia und Ottilie                      | Saalekreis                  |      | II/P    | 24       | verändert erhalten, zweites Manual ausgelagert, bedingt spielbar Beitrag zur Orgel |
| 1833      | Schlaitz         | Ev. Kirche                                 | Landkreis Anhalt-Bitterfeld |      | I/P     | 10       |                                                                                    |
| 1835      | Brehna           | St. Jakobus und St. Clemens/Autobahnkirche | Landkreis Anhalt-Bitterfeld |      | II/P    | 22       | restauriert 2015 → Orgel                                                           |
| 1838      | Wettin           | Ev. Kirche St. Nicolai                     | Saalekreis                  |      | II/P    | 22       | nicht erhalten                                                                     |
| nach 1838 | Kleinwusterwitz  | Dorfkirche Kleinwusterwitz                 | Landkreis Jerichower Land   |      | I/P     | 9        | erhalten, derzeit nicht spielbar                                                   |
| 1839      | Milow            | Dorfkirche                                 | Landkreis Havelland         |      | I/P     | 10       |                                                                                    |
| 1839      | Böhne            | Dorfkirche                                 | Landkreis Havelland         |      | I/P     | 10       |                                                                                    |
| 1840      | Parchen          | Ev. Dorfkirche                             | Landkreis Jerichower Land   |      | I/P     | 10       |                                                                                    |
| 1841      | Bützer           | Dorfkirche Bützer                          | Landkreis Havelland         |      | I/P     | 8        |                                                                                    |
| 1841      | Angersdorf       | Ev. Kirche                                 | Saalekreis                  |      | I/P     | 10       | erhalten, Beitrag zur Orgel                                                        |
| nach 1841 | Beyersdorf       | Dorfkirche                                 | Landkreis Anhalt-Bitterfeld |      | I/P     | 7        |                                                                                    |
| 1843      | Unterfarnstädt   | St. Sylvester                              | Saalekreis                  |      | II/P    | 21       | mit Christian und August Ferdinand Wäldner, erhalten, aber nicht spielbar, Orgel   |
| 1844      | Bündorf          | Dorfkirche Bündorf                         | Saalekreis                  |      | I/P     | 10       |                                                                                    |
| 1844      | Gräfenhainichen  | Paul-Gerhardt-Kapelle                      | Kreis Wittenberg            |      | I       | 7        | mit Christian und August Ferdinand Wäldner                                         |
| 1847      | Reideburg        | St. Gertraud                               | Halle (Saale)               |      | II/P    | 16       | verändert erhalten, spielbar, Beitrag zur Orgel                                    |
| 1847      | Kötzschau        | Ev. Kirche                                 | Saalekreis                  |      | I/P     | 11       | oder August Ferdinand Wäldner                                                      |
| 1847      | Kleinosterhausen | Ev. Kirche St. Stephanus                   | Landkreis Mansfeld-Südharz  |      | I/P     | 9        | Orgel derzeit nicht spielbar.                                                      |
| 1847–1851 | Halle (Saale)    | Evangelisch-reformierte Domgemeinde        | Halle (Saale)               |      | II/P    | 33       | mit Christian und August Ferdinand Wäldner, restauriert Beitrag zur Orgel          |
| 1850/1851 | Morl             | St. Georg                                  | Saalekreis                  |      | I/P     | 10       | heute im Refektorium des Klosters Michaelstein, spielbar                           |
| 1851      | Burgkemnitz      | Ev. Kirche                                 | Landkreis Anhalt-Bitterfeld |      | II/P    | 13       |                                                                                    |
| um 1853   | Nißmitz          | Ev. Kirche                                 | Burgenlandkreis             |      | I/P     | 10       | oder August Ferdinand Wäldner                                                      |